# Anna Olejnicka-Górczewska
Anna Olejnicka-Górczewska (ur. 11 listopada 1952 w Zielonej Górze) – polska polityk, rolnik, senator III kadencji.

## Życiorys
Ukończyła Liceum Ogólnokształcące w Kole oraz pomaturalny kurs podstaw rachunkowości przemysłowej w Poznaniu. Przez kilka lat pracowała jako księgowa. Zamieszkała w Dębach Szlacheckich. Zajęła się prowadzeniem rodzinnego gospodarstwa rolnego, które później wyspecjalizowało się w produkcji ziół. Związana także z działalnością Wielkopolskiej Izby Rolniczej.
Była wójtem gminy Osiek Mały (1990–1996). W latach 1993–1997 zasiadała w Senacie III kadencji z ramienia Polskiego Stronnictwa Ludowego, reprezentując województwo konińskie. Pracowała w Komisji Nauki i Edukacji Narodowej oraz w Komisji Samorządu Terytorialnego i Administracji Państwowej. W 1997 bez powodzenia ubiegała się o reelekcję.
W 1999 odznaczona Złotym Krzyżem Zasługi.

## Życie prywatne
Z pierwszego małżeństwa ma córkę Renatę (ur. 1972) oraz synów Marka (ur. 1974) i Zbigniewa (ur. 1979); jej pierwszy mąż zmarł w 1992. Jej drugim mężem został Marek Górczewski, który w 1996 został wójtem gminy Osiek Mały.